# Arenostola morawitzii
Arenostola morawitzii là một loài bướm đêm trong họ Noctuidae.